# Intersport Heilbronn Open 1989
L'Intersport Heilbronn Open 1989 è stato un torneo di tennis facente parte della categoria ATP Challenger Series nell'ambito dell'ATP Challenger Series 1989. Il torneo si è giocato a Heilbronn in Germania dal 6 al 12 marzo 1989 su campi in sintetico indoor.

## Vincitori

### Singolare
Michael Stich ha battuto in finale  Michael Tauson con il punteggio di 6–3, 6–2

### Doppio
Martin Sinner /  Michael Stich hanno battuto in finale  George Cosac /  Adrian Marcu con il punteggio di 4–6, 6–4, 7–6